# Барбарин, Иван Епифанович
Ива́н Епифа́нович Барба́рин (1882—1916) — русский миколог и фитопатолог, работавший в Крыму.

## Биография
Родился 2 июня 1882 года в слободе Пушкино Воронежской губернии. Начальное образование получал в родном селе, затем учился в Воронежской духовной семинарии (1904). В 1910 году окончил Петроградский университет, где был учеником Христофора Яковлевича Гоби.
Некоторое время посещал курсы бактериологии в Институте экспериментальной медицины. С 1910 по 1912 работал в Бюро по микологии и фитопатологии Учёного комитета министерства земледелия под руководством А. А. Ячевского. Для проведения микологических и фитопатологических исследований был направлен в Воронежскую губернию, затем — в Туркестан. В 1913 году Иван Епифанович стал заведующим микологическим кабинетом вновь учреждённой в Симферополе Салгирской опытной станции плодоводства. Занимался изучением микологического разнообразия Крыма, а также вредителей культурных растений. Проводил опыты по применению фунгицидов.
С началом Первой мировой войны И. Е. Барбарин в 1914 году был призван на службу, работал в военном госпитале бактериологом. Скончался после непродолжительной тяжёлой болезни 5 декабря 1916 года.
Рукописи Ивана Епифановича Барбарина были просмотрены А. А. Ячевским, некоторые описания новых видов были включены в его «Определитель грибов» 1924 года.

## Некоторые научные работы
- К анатомии Sordaria fimiseda // Ботанические записки. — 1910—1912. — Т. 28. — С. 85—100.
- Болезни культурных растений в Туркестанском крае по наблюдениям 1912 г. // Туркестанское сельское хозяйство. — 1913. — Т. 8. — С. 287—305.

## Некоторые виды грибов, впервые описанные И. Е. Барбариным
- Ascochyta sphaerophysae Barbarin, 1917
- Cercospora alhagi Barbarin, 1924
- Phyllosticta trifoliorum Barbarin, 1917